# Bolesław Burkowski
Bolesław Burkowski (ur. 31 października 1913 w Piotrowicach w powiecie warszawskim, zm. 6 marca 2019) – polski samorządowiec, wójt Karczewa, pierwszy w historii przewodniczący Powiatowej Rady Narodowej w Otwocku.

## Życiorys
Urodził się w rodzinie chłopskiej, był członkiem Związku Młodzieży Wiejskiej „Siew”, następnie zaś „Wici”, gdzie objął funkcję sekretarza i przewodniczącego koła. Został wiceprezesem Zarządu Powiatowego „Wici” w powiecie warszawskim. Podjął działalność w Stronnictwie Ludowym, gdzie od 1938 do 1939 sprawował funkcję przewodniczącego struktur partyjnych w Karczewie. Był członkiem zarządu powiatowego Stronnictwa Ludowego na powiat warszawski. 
W czasie okupacji niemieckiej został przewodniczącym Gminnej Trójki Politycznej Batalionów Chłopskich w Karczewie. Po zakończeniu II wojny światowej objął funkcję wójta gminy Karczew, następnie zaś odbył studia prawnicze na Uniwersytecie Warszawskim (1945-1950). Podczas nauki angażował się w młodzieżowy ruch ludowy. Po utworzeniu powiatu otwockiego został wiceprzewodniczącym struktur Zjednoczonego Stronnictwa Ludowego. Od 1958 do 1965 pełnił funkcję przewodniczącego Prezydium Powiatowej Rady Narodowej w Otwocku. Po odejściu ze stanowiska w radach narodowych został w 1966 dyrektorem oddziału wojewódzkiego Powszechnego Zakładu Ubezpieczeń w Warszawie. Swoją funkcję sprawował do 1975, później obejmując stanowisko doradcy naczelnego dyrektora PZU. 
Był członkiem Otwockiego Towarzystwa Naukowo-Kulturalnego, pisał teksty do prasy krajowej i lokalnej. Został współautorem monografii „Zarys dziejów miasta Otwocka” oraz „Karczew”. 
Odznaczony Krzyżem Kawalerskim i Oficerskim Orderu Odrodzenia Polski, Krzyżem Partyzanckim, a także Złotą Odznaką „Za Zasługi dla Województwa Warszawskiego”. 
W ostatnich latach życia sprawował funkcję honorowego przewodniczącego Polskiego Stronnictwa Ludowego na powiat otwocki. Zmarł w wieku 105 lat. 